# Ван дер Вал, Яннес
Я́ннес ван дер Вал (нидерл. Jannes van der Wal; 12 ноября 1956, Дрисюм, Фрисландия — 24 сентября 1996, Гронинген) — нидерландский шашист, чемпион мира по международным шашкам 1982 года, четырёхкратный чемпион Нидерландов (1981, 1984, 1985, 1987).

## Спортивная карьера
Когда Яннесу ван дер Валу было 12 лет, с ним начал заниматься шашками его отец. Увлечение шашками привело к тому, что Яннес, подающий большие надежды студент, бросил занятия математикой и полностью отдался шашкам.
В 1976 году Яннес завоевал свою первую золотую медаль национального первенства, став чемпионом Нидерландов в составе команды Гронингена, а два года спустя завоевал свою первую индивидуальную золотую медаль, выиграв чемпионат Нидерландов по блицу.
В 1980 году ван дер Вал впервые появляется на чемпионате мира по шашкам, заняв на турнире в Бамако восьмое место. На следующий год он впервые выигрывает чемпионат Нидерландов по международным шашкам с классическим контролем времени, на три очка опередив в турнирной таблице Харма Вирсму и Роба Клерка. В 1982 году в Бразилии ван дер Вал становится чемпионом мира. Турнир в Сан-Пауло, однако, бойкотировали представители СССР и, как результат, матч-реванш между ван дер Валом и Вирсмой на следующий год был по требованию советских представителей лишён ФМЖД официального статуса. Вместо этого чемпионатом мира 1983 года ретроактивно был признан представительный турнир в Амстердаме, на котором ван дер Вал занял последнее, восьмое место.
Уже в 1984 году, однако, ван дер Валу удаётся частично оправиться от удара, и он во второй раз выигрывает чемпионат Нидерландов, в котором на этот раз не играют ни Вирсма, ни Тон Сейбрандс. После этого он показывает свой худший результат на чемпионатах мира, поделив в Дакаре только одиннадцатое место. На следующий год он снова добивается победы в национальном чемпионате, а в последний, четвёртый раз выигрывает его в 1987 году. В том же году он побил мировой рекорд в одновременной игре в шашки, сразившись одновременно с 225 соперниками (207 побед при 14 ничьих и 4 поражениях). В 1989 году он завоёвывает командный Кубок мира в составе сборной Нидерландов. За 3 месяца до смерти установил мировой рекорд, дав сеанс одновременной игры по шашкам и шахматам. В сеансе сыграл 85 партий и набрал 92.4 % очков.
В последние годы жизни Яннес ван дер Вал разрабатывал свой собственный вариант шашек, «дордаммен» или продлённые шашки (нидерл. Doordammen), позволяющий снизить процент ничьих за счёт изменённых правил в эндшпиле. Он также был автором ряда статей и буклетов о шашках.

### Результаты на чемпионатах мира по международным шашкам
| Год  | Место проведения | Матч / турнир         | Результат | Место |
| ---- | ---------------- | --------------------- | --------- | ----- |
| 1980 | Бамако           | Турнир                | 7+ 12= 2- | 8     |
| 1982 | Сан-Пауло        | Турнир                | 8+ 4= 1-  | 1     |
| 1983 | Амстердам        | Турнир                | 1+ 5= 8-  | 8     |
| 1983 | Херенвен         | Матч с Хармом Вирсмой | 0+ 19= 1- | 2     |
| 1984 | Дакар            | Турнир                | 5+ 9= 5-  | 11—13 |
| 1986 | Гронинген        | Турнир                | 7+ 9= 3-  | 5—9   |
| 1990 | Гронинген        | Турнир                | 6+ 11= 2- | 6—7   |

## Личная жизнь
Игра в шашки не приносила ван дер Валу значительных доходов, и он охотно соглашался на участие в телевизионных и радиопрограммах, за которое получал гонорары, особенно после победы на чемпионате мира. В этих передачах он создал себе имидж эксцентричного чудака, который мог несколько минут молчать, обдумывая ответ на простой вопрос, например, о его возрасте. Потом, когда выведенный из терпения инервьюер переходил к следующей теме, ван дер Вал неожиданно отвечал на предыдущий вопрос, часто в шутливой манере. Однажды его спросили, не свели ли шашки его с ума. Его ответ сводился к тому, что шашисты не привыкли помногу разговаривать, сохраняя свои умственные способности для игры и победы над соперником. Экстравагантность и чувство юмора сделали его желанным гостем на телешоу.
Экстравагантность ван дер Вала проявлялась и за пределами экрана. Так, после своей победы в Сан-Пауло он на банкете поднялся на эстраду вместе с музыкантами и исполнил песню в честь победы.
Старший товарищ ван дер Вала, Харм Вирсма, вспоминает:

Он всегда был сам по себе, он делал то, что ему хотелось и что он считал нужным. Он был полон жизни. Если ему хотелось разучить фортепьянную пьесу, он занимался ей дни и ночи напролёт, а в субботу уже исполнял её. Яннес вёл себя не так, как другие, но он был уникален. Он был легендой.

В последние годы жизни ван дер Вал также стал проявлять интерес к шахматам и с помощью своего друга, шахматного мастера Эрика Хуксмы, достиг в них уровня, близкого к уровню профессионального шахматиста (по словам российского шашечного чемпиона Александра Георгиева, ван дер Вал играл в шахматы на уровне международного мастера).
Яннес ван дер Вал рано ушёл из жизни. В 1996 году у него была обнаружена лейкемия и через несколько месяцев, в возрасте 39 лет, он скончался. В последние дни жизни он был занят подготовкой первого турнира по «doordammen».
В 1999 году нидерландский режиссёр Питер ван Хёйсте снял документальный фильм «Яннес», посвящённый ван дер Валу, где были отражены и его шашечный гений, и эксцентричная сторона его характера.